# Hauptstuhl
Hauptstuhl település Németországban, Rajna-vidék-Pfalz tartományban. Lakosainak száma 1205 fő (2023. december 31.).

## Népesség
A település népességének változása:
| Lakosok száma | 1054 | 1146 | 1160 | 1176 | 1194 | 1205 |
|               | 1975 | 2017 | 2019 | 2021 | 2022 | 2023 |